# Ibuprofen
Ibuprofen (handelsnavne Brufen®, Ibumetin® og Ipren® etc.) er et non-steroidt anti-inflammatorisk lægemiddel (NSAID), der benyttes til behandling af feber, gigtsydomme, smerter, især når der er en inflammatorisk komponent, og dysmenoré.
Ibuprofen er afledt af propionsyre og blev først syntetiseret af forskningsafdelingen hos den britiske apotekskæde Boots i 1960'erne. Ved indtagelse af ibuprofen under og efter graviditet, passerer stoffet placenta og udskilles i modermælken. Yderligere er det kraftigt proteinbundet, og kan kun i meget ringe grad passere blod-hjerne- barrieren.
I Danmark kan 200 mg ibuprofen købes i håndkøb, mens 400 mg og 600 mg er receptpligtige. Ved overdosering eller langvarig brug er leveren særlig udsat og forbruget kan medføre permanent skade. Indtagelse af alkohol kombineret med brug af ibuprofen over længere perioder kan medføre levercirrose.